# Tub digestiv
Tubul digestiv sau tractul digestiv este o componentă a aparatul digestiv și reprezintă un conduct lung de 10-12 m, care comunică cu mediul exterior la cele două extremități ale sale. El începe de la față prin cavitatea bucală, străbate gâtul, toracele, abdomenul, bazinul și se termină prin anus. Are mai multe segmente: cavitatea bucală, faringele, esofagul, stomacul, intestinul subțire, intestinul gros, anusul.